# PGPEP1
PGPEP1 (англ. Pyroglutamyl-peptidase I) – білок, який кодується однойменним геном, розташованим у людей на короткому плечі 19-ї хромосоми. Довжина поліпептидного ланцюга білка становить 209 амінокислот, а молекулярна маса — 23 138.
| 10         |  | 20         |  | 30         |  | 40         |  | 50         |
| ---------- |  | ---------- |  | ---------- |  | ---------- |  | ---------- |
| MEQPRKAVVV |  | TGFGPFGEHT |  | VNASWIAVQE |  | LEKLGLGDSV |  | DLHVYEIPVE |
| YQTVQRLIPA |  | LWEKHSPQLV |  | VHVGVSGMAT |  | TVTLEKCGHN |  | KGYKGLDNCR |
| FCPGSQCCVE |  | DGPESIDSII |  | DMDAVCKRVT |  | TLGLDVSVTI |  | SQDAGRYLCD |
| FTYYTSLYQS |  | HGRSAFVHVP |  | PLGKPYNADQ |  | LGRALRAIIE |  | EMLDLLEQSE |
| GKINYCHKH  |  |            |  |            |  |            |  |            |

A: Аланін

C: Цистеїн

D: Аспарагінова кислота

E: Глутамінова кислота

F: Фенілаланін

G: Гліцин

H: Гістидин

I: Ізолейцин

K: Лізин

L: Лейцин

M: Метіонін

N: Аспарагін

P: Пролін

Q: Глутамін

R: Аргінін

S: Серин

T: Треонін

V: Валін

W: Триптофан

Кодований геном білок за функціями належить до гідролаз, протеаз, тіолових протеаз. 
Задіяний у такому біологічному процесі, як альтернативний сплайсинг. 
Локалізований у цитоплазмі.